# محمد بن إسحاق بن كنداج
محمد بن إسحاق بن كنداج، كان قائدًا عسكريًّا بارزًا، في الخلافة العباسية في أوائل القرن العاشر.

## حياته

### الموصل
محمد، هو ابن إسحاق بن كنداج، وهو رجل تركي قوي، نصَّب نفسه، بموافقة من البلاط العباسي، واليًا على الموصل عام 879. حَكَم إسحاق الموصل وأجزاء من الجزيرة دون انقطاع تقريبًا حتى وفاته عام 891، إذ خلفه ابنه محمد. ولكن في العام التالي، طُرد محمد من الموصل على يد أحمد بن عيسى الشيباني، وهو رجل قوي منافس. في عام 893، قام الخليفة الجديد المعتضد بحملة في الجزيرة، بهدف إعادة سيطرة الخليفة المباشرة على المنطقة. استولى الخليفة على الموصل وعيَّن واليه هناك على جزء كبير من الجزيرة. تراجع أحمد الشيباني إلى ديار بكر، بينما هرب محمد إلى الطولونيين في فلسطين.

### الطولونيون
بعد اغتيال الحاكم الطولوني خمارويه عام 896، كان محمد من بين أعضاء البلاط الذين دبروا مكيدة اغتيال لخليفة خمارويه المُسمى جيش. كُشفَت المؤامرة لجيش، وفي نفس اليوم، فرَّ مدبرو المكيدة إلى البادية، تاركين وراءهم عائلاتهم وممتلكاتهم. عبرت المجموعة البادية الشامية، وفقدت القليل منها عطشًا، ووصلت إلى الكوفة، حيث طلبوا اللجوء إلى المعتضد. فرحب بهم الخليفة وسمح لهم بالدخول في خدمته (تموز/يوليو 896م).

### العباسيون
أصبح محمد الآن أحد كبار أعضاء البلاط العباسي، في المناصب المدنية والعسكرية. في عام 902، بعد وفاة المعتضد، كان أحد كبار أتباع القائد العام العباسي بدر المعتضدي. عندما افترى الوزير القاسم بن عبيد الله على بدر وسعى إلى إعدامه، لعب محمد دورًا في تهدئة مخاوف بدر وإقناعه بتصديق أمان العبور لبغداد الذي أُعطيَ له. ولكن في الطريق قُتل بدر على يد أحد وصفاء الخليفة. في عام 903/4 كان محمد من بين الضباط البارزين في الحملات ضد القرامطة، وفي حزيران/يونيو 906 قاد الجيش الذي طردهم من مدينة هيت. وفي عام 912 عُيِّن واليًا على البصرة.